# Bernard Stasi
Bernard Stasi (* 4. Juli 1930 in Reims; † 4. Mai 2011 in Paris) war ein französischer Politiker (CDS, UDF). Er war mehrmals Mitglied der Nationalversammlung und langjähriger Bürgermeister von Épernay, außerdem Minister für die Überseebesitzungen (1973–1974), Präsident des Regionalrats von Champagne-Ardenne (1981–1988), Mitglied des Europäischen Parlaments (1994–1998) und Médiateur de la République (Ombudsmann; 1998–2004).

## Leben
Stasi ist ein Kind von Einwanderern, seine Großeltern stammten aus Korsika, Italien, Spanien und Kuba. Er wurde erst mit 18 Jahren französischer Staatsbürger. Sein jüngerer Bruder Mario war ein prominenter Anwalt, zeitweilig Vorsitzender der Pariser Anwaltskammer. Bernard Stasi interessierte sich bereits als Jugendlicher für Politik. Er besuchte die Jesuitenschule Saint-Joseph de Reims und absolvierte die Verwaltungshochschule École nationale d’administration (ENA). Anschließend trat er in den öffentlichen Dienst und wurde 1959 Büroleiter des Präfekten von Algier. Dort erlebte er die Semaine des barricades à Alger im Januar 1960 mit. Später arbeitete er im Leitungsstab verschiedener Ministerien.

### Abgeordneter, Bürgermeister und Minister
Daneben engagierte er sich bei den Jeunes démocrates, Jugendorganisation des christdemokratischen und pro-europäischen Centre démocrate. Für diese Partei wurde er im Juli 1968 erstmals als Abgeordneter des 4. Wahlkreises des Départements Marne in die französische Nationalversammlung gewählt, der er zunächst bis April 1973 angehörte. Als „geistiger Sohn“ von Jacques Duhamel trat er zu dessen 1969 gegründeter Partei Centre démocratie et progrès (CDP) über, die mit den Gaullisten zusammenarbeitete und die Präsidentschaft von Georges Pompidou unterstützte. Neben seinem Abgeordnetenmandat war Stasi von 1970 bis 1977 Bürgermeister der Stadt Épernay in der Champagne. Am 2. April 1973 berief ihn Staatspräsident Pompidou zum Minister für die Übersee-Départements und Übersee-Territorien (Ministre des Départements et Territoires d’outre-mer) im Kabinett des Premierministers Pierre Messmer. Dieses Amt, das Messmer zuvor selbst innegehabt hatte, bekleidete Stasi bis zu seiner Ablösung durch Bernard Pons am 27. Februar 1974.
Das CDP ging 1976 im Centre des démocrates sociaux (CDS) auf, das ab 1978 zum bürgerlichen Parteienbündnis Union pour la démocratie française (UDF) gehörte, welches die Präsidentschaft von Valéry Giscard d’Estaing unterstützte. Im April 1978 wurde Stasi wiederum in die Nationalversammlung gewählt, wo er bis April 1986 erneut den 4. Wahlkreis von Marne vertrat. Während dieser Zeit war er von 1978 bis 1983 auch Vizepräsident der Nationalversammlung, ehe er zwischen 1983 und 2000 abermals Bürgermeister von Épernay war. Daneben war er von 1981 bis Juli 1988 auch Präsident des Regionalrates der Region Champagne-Ardenne, wobei er zu den erstmals 1986 direkt gewählten Regionalräten gehörte. Zwischen April 1986 und April 1993 war er erneut Mitglied der Nationalversammlung, diesmal für den 6. Wahlkreis des Departements Marne. Bei der Parlamentswahl 1993 verlor er seinen Abgeordnetensitz an den konservativen Gaullisten Philippe Martin. Seine Gegner warfen Stasi vor, er würde sich „mehr für Sarajevo als für unsere Weinberge“ interessieren.

### Europaabgeordneter und Ombudsmann
Nach seinem Ausscheiden aus der Nationalversammlung kandidierte Stasi bei der Europawahl 1994 auf der UDF-Liste und gehörte dem Europäischen Parlament während der vierten Wahlperiode von Juli 1994 bis April 1998 an. Als Mitglied der christdemokratischen EVP-Fraktion war er stellvertretender Vorsitzender des Ausschusses für Entwicklung und Zusammenarbeit sowie Mitglied der Paritätischen Versammlung des AKP-EU-Abkommens und Delegierter für die Beziehungen zu den Ländern Mittelamerikas und Mexiko.
Er legte sein Mandat im EU-Parlament nieder, als er im April 1998 als Nachfolger von Jacques Pelletier zum Bürgerbeauftragten (Médiateur de la République) berufen wurde. Dabei handelt es sich um eine mit einem Ombudsmann vergleichbare unabhängige Behörde zur Verbesserung der Beziehungen zwischen Bürgern und Verwaltung. Ab dem 19. Juli 1999 war Stasi mit Paul Joachim von Stülpnagel, Georg Reisch und Moustapha Niasse (Frankophonie) Vermittler bei einer Mission de facilitation politique au Togo in Lomé. Darüber hinaus würdigte er in dieser Funktion das Buch Escadrons de la mort, l’école française von Marie-Monique Robin, das sich mit den Zusammenhängen zwischen französischen Geheimdiensten, dem argentinischen Geheimdienst und der chilenischen Geheimpolizei Dirección de Inteligencia Nacional befasste. Das Amt des Médiateurs hatte Stasi sechs Jahre lang bis zu seiner Ablösung durch Jean-Paul Delevoye im Jahr 2004 inne und legte seine Überzeugungen zur Bedeutung dieses Amtes und besonders auch zum Säkularismus 2003 im sogenannten Rapport Stasi dar.
Stasi war nicht nur ein überzeugter Gegner der rechtsextremen Front National, sondern auch Ehrenmitglied der Ligue Internationale Contre le Racisme et l’Antisémitisme (LICRA), einer internationalen Nichtregierungsorganisation, die sich dem Kampf gegen Rassismus und Antisemitismus verschrieben hat. Er starb im Alter von 80 Jahren an den Folgen seiner langjährigen Alzheimer-Krankheit.

## Ehrungen
Bernard Stasi wurde 2003 als Offizier der Ehrenlegion ausgezeichnet. In seiner Geburtsstadt Reims ist ein Park, in seinem langjährigen Wirkungsort Épernay ein Platz nach ihm benannt.